# Aldo Pignanelli
Aldo Rubén Pignanelli (Lanús, 2 de abril de 1950-Buenos Aires, 15 de junio de 2019) fue un contador y político argentino vinculado al Partido Justicialista. Presidió el Banco Central de la República Argentina entre julio y diciembre de 2002, bajo el gobierno de Eduardo Duhalde.

## Trayectoria
Egresó de la Facultad de Ciencias Económicas de la Universidad de Buenos Aires en 1974. Realizó diversos cursos de especialización en Administración Financiera, Costos, Planeamiento y Control y Finanzas Públicas.
Fue Secretario de Economía de la Municipalidad de Moreno en los años 1986-1987.
Ocupó el cargo de Director del Banco de la Provincia de Buenos Aires (1987-1989), Asesor con rango de Subsecretario en la Subsecretaría de Asuntos Municipales de la Provincia de Buenos Aires (1989-1991) y Asesor Financiero del Directorio del Banco de la Provincia de Formosa (1992-1997). Durante una década desempeñó distintos cargos públicos -todos relacionados al área económica- entre los que se destacan la dirección del Banco de la Provincia de Buenos Aires y el de Consultor Financiero.
En 1996 fue Consultor Financiero del Banco Interamericano de Desarrollo (BID).
Desde 1997, se desempeñó en el Banco Central de la República Argentina como director y vicepresidente, cargos desde los que participó de las Comisiones de Administración, Operaciones y Control y Administración de Reservas. Presidió el BCRA durante 2002.
Su actividad en el sector público fue precedida por una vasta experiencia en el sector privado, donde actuó como consultor financiero y económico y ocupó cargos relevantes (gerente general, director financiero) en empresas líderes en sectores tan diversos como el de la alimentación, el farmacéutico, el de ferretería industrial o la importación y distribución de automóviles.

## Actividad académica
Dictó diversas conferencias y cursos sobre Economía y Finanzas en la Universidad Ben Gurion de Israel, Banco de Inglaterra, Universidad Di Tella, Universidad Nacional de Rosario, Banco de Córdoba, Universidad Nacional de Entre Ríos, Universidad Nacional de La Plata-Máster de Gestión Bancaria, Bolsa de Comercio de Santa Fe y de Buenos Aires, entre otros. También participó como disertante en el XXVIII Congreso Nacional del Notariado Mexicano y asesoró en temas económicos y financieros a empresas relacionadas con la actividad industrial, bancaria, seguros, salud, construcción y servicios públicos.

## Política
En febrero de 2013, criticó la política monetaria de Cristina Fernández de Kirchner.
Era parte del equipo económico del Frente Renovador-UNA que postuló a Sergio Massa a la Presidencia de Argentina.
En 2016 se presentó con la Lista Verde en las elecciones del Consejo Profesional de Ciencias Económicas de la Ciudad de Buenos Aires a competir con la tradicional Lista Azul, por la cual se presentaba Humberto Bertazza para repetir mandato. Obtuvo el 28 % de los votos contra el 40 % de la Azul.
Pignanelli volvería a presentarse en la elección para presidir el CPCECABA de 2019, compartiendo fórmula con Gabriela Russo, pero falleció poco antes de la votación, en la que la Lista Bordó-Naranja finalmente se impuso, poniendo fin a 40 años de permanencia de la Lista Azul al frente del mismo. Su compañera de fórmula se convirtió así en la primera mujer en presidir el organismo.